# 林正杰
林正杰（1952年11月8日—2025年6月3日），中華民國政治人物，雲林縣人，早期曾為中國國民黨籍，參與「黨外運動」，為民主進步黨創始黨員之一，有「街頭小霸王」之稱。後於1990年退出民主進步黨。2016年恢復國民黨籍，2019年無法接受國民黨總統初選結果因而退黨。
曾經擔任台北市議員，任內與陳水扁、謝長廷被稱為「黨外三劍客」。後出任新竹市副市長、立法委員、中華統一促進黨黨主席、百萬人民倒扁運動第一任理事長「紅衫軍自主公民協會第一任理事長」。

## 生平

### 早年
林正杰出生於雲林縣，籍貫福建省東山縣，在眷村長大。父親在他四歲時被國防部派往中國大陸執行任務，當時其父親年僅三十五歲，官階中尉，於28年後返台。
林正杰小學時在汐止讀過一個月，之後全家搬往板橋婦聯二村，於眷村的中山國校繼續就讀。初中畢業後，林正杰考進建國中學。對文、法科展開興趣，聯考時第一志願是政治大學外交系，然而卻考上東海大學政治系。於大學四年級時加入中國國民黨，認為從黨內改革是可行的。林正杰曾表示自幼就關心政治，受眷村影響認同國民黨。在建中朝會唱國歌時，如果看到有人聊天或講話，朝會結束後就會找他們理論甚至打架。並且整天擔心老總統死掉，覺得他如果死了國家就沒前途了。
林正杰在大學中認識了范巽綠，在林正杰追求下成為其女友。林正杰曾自言在東海大學時代，受到李聲庭教授影響，從國民黨的國家主義轉為認同自由主義。並開始閱讀《自由中國》、《民主潮》、《文星》等雜誌，用西方民主政治的標準來衡量臺灣的民主政治。
大學畢業後，林正杰考上政治大學公共行政研究所。認識了康寧祥，並在1975年中央民代增補選中為康寧祥、郭雨新助選。在歷經1975年、1977年及1978年黨外助選活動後，林正杰已不再認同國民黨。

### 參政
黨外運動
1975年起，林正杰開始擔任黨外運動領導人郭雨新、康寧祥的助選員。此後1977年縣市長大選中，林正杰亦幫助脫黨的許信良參選桃園縣長助選。選後林正杰與張富忠合力完成著作《選舉萬歲》，在印刷廠時即被當局軍警搶走9,960本，僅少數外流出來。林正杰也是「黨外」前進系的領導人，前進系在「黨外」中被稱為「課外活動組」，專長於活動策劃與造勢，善於把政治議題轉化為群眾運動。前進系的政治風格相當程度反映了林正杰個人的特質。
1979年美麗島事件時，林正杰服預官役，無法參與因而逃過一劫。美麗島事件，黨外領導者多被捕，造成黨外勢力的斷層。1980年8月，林正杰自澎湖退伍。林正杰退伍時，林濁水與周伯倫等人前往迎接，林正杰被稱為「黨外長子」，賦予傳承黨外香火重任。
臺北市議員
1981年，開始投入《進步》與《深耕》等黨外雜誌工作，他和林世煜、林濁水擔任主筆，號稱「黨外三林」。同年7月，林正杰通過碩士論文口試，宣布將角逐臺北市議員。與陳水扁、謝長廷跟康水木4人以「黨外、制衡、進步」聯合參選台北市議員。林正杰參選大安、城中跟龍山選區，年底4人皆高票當選市議員。
1981年林正杰進入台北市議會。市議員任時，林正杰與陳水扁、謝長廷因問政相近且常常並肩質詢，因此被稱為「黨外三劍客」。當時由於黨外市議員經常在議會與國民黨的市議員發生衝突，也造成黨外的見報率逐漸提高。
1983年3月創辦《前進周刊》，名譽發行人為立委費希平、發行人蔡式淵、總編輯耿榮水、蔡仁堅任總主筆，編輯群有張富忠、黃嘉光等人，林正杰則擔任社長。9月9日，林正杰與江鵬堅、鄧維賢一同籌組「黨外編輯作家聯誼會」，林濁水擔任第一任會長。
街頭狂飆十二天
1985年因質詢國民黨籍市議員胡益壽向市銀行違法超貸1億元事件，而被胡控告誹謗。8月29日，林正杰被拘提到庭答辯。9月1日，傳出林正杰將被判重刑的消息。林正杰決定不上訴，轉而進行抗議行動。9月3日，台北地方法院無視市議員言論免責權，將林正杰以毀謗罪判1年6個月，褫奪公權3年。林正杰不滿判決結果，已事先準備好「為司法送終，向市民告別」的聲明書和一只象徵「送終」的鐘走出法庭。並突破警察封鎖，發起十二天街頭狂飆，在全台各地的街頭，以未預告不定點的沿街遊行方式，開始「向市民告別」行動。9月27日，林正杰在黨外人士陪同下入獄。
1988年2月8日林正杰出獄，4月15日在民進黨臺北市黨部與盧修一博士同時加入民進黨。並在黨主席選舉中大力支持黃信介、批評姚嘉文。受黃信介支持列名美麗島系中常委。
退出民進黨
1991年，因為民進黨通過「台獨黨綱」，林正杰反對台獨對此不滿。而林正杰與朱高正加入趙少康、周荃等人組成的立法院超黨派早餐會，也引起民進黨團立委的批評，成為退黨導火線。加上林正杰此時官司纏身，最終走向退黨。
1991年6月2日，林正杰發表「寧為再度黨外」聲明後，退出民主進步黨。表示會做一個民進黨之外最同情民進黨的人。然而退黨後不久，林正杰就穿著勞動黨的衣服出現在立法院，並發言要打倒民進黨。
國民黨時期
2011年，林正杰申請恢復國民黨籍。國民黨在台東提名饒慶鈴參選立委，林正杰不顧黨紀自行參選而被開除黨籍。
2015年，林正杰組織後援會，支持國民黨候選人洪秀柱。2016年，洪秀柱當選國民黨主席，林正杰申請恢復國民黨籍。
2019年7月15日，宣布退出國民黨。

### 逝世
2025年6月3日凌晨2時22分，林正杰因肺腺癌病逝，享壽73歲。

## 事件及爭議

### 辱罵、毆打金恆煒
2006年8月24日民視21:00～22:00現場直播的政論節目《頭家來開講》，主持人是胡婉玲；受邀來賓除了林正杰外，還計有民進黨副祕書長蔡煌瑯、《當代》雜誌總編輯金恆煒、國民黨立委費鴻泰，討論的主題是施明德真向蔣介石寫求饒信？。
節目中林正杰不滿金恆煒在胡婉玲說話的時候插嘴質疑他的論點，隨即演變成雙方口角。之後林隨即揚言金很「欠扁」，金恆煒立刻反駁，但話還沒說完，林正杰突然破罵「肏你媽屄，姦恁娘！」接著起身掌摑金恆煒，並猛踹一腳，打落金恆煒的眼鏡；胡婉玲趕緊要求導播暫停節目播出並插播廣告。進廣告期間，林正杰又作勢攻擊，但遭蔡煌瑯制止而未能得逞。兩人都不認為自己有錯。金恆煒隨即到台安醫院縫了五針。
事件發生後，《頭家來開講》如常播出。林正杰為干擾節目一事向胡婉玲、民視表達歉意，但對攻擊金恆煒一事毫無悔意。林正杰宣稱「若是金恆煒態度不改，他就要見一次扁一次。」而金恆煒則表示，林正杰的行為非常可恥，他無法原諒林正杰。隨後，金恆煒前往台北市政府警察局松山分局報案，控告林正杰傷害，然後再控告林正杰恐嚇。對此林正杰予以表態，說倘若金恆煒提起控告，他也將反之控告金恆煒誹謗。
對於此次事件，民視、民進黨中央、百萬人民倒扁運動總部、國家通訊傳播委員會均一致譴責林正杰的暴力行為。百萬人民倒扁運動總部發言人賀德芬宣布，不歡迎林正杰或是與他有任何關連的組織參與靜坐；如果林正杰執意到場聲援，一定把他請出去。賀德芬表示，林正杰並非倒扁總部成員，但此舉出人意料之外，「感覺這拳好像打在倒扁鼻樑上。」賀德芬說：「他（林正杰）個人這種火爆脾氣，我們一定要譴責啦！實在是不應該。可是你看這個談話節目要不要檢討一下，一天到晚這樣針鋒相對；我覺得這整個氣氛的對立，這也是原因之一。我們希望林正杰能夠道歉，然後要撇清；他要說清楚跟我們這邊是沒有關係的。」事后林正杰發表聲明，宣布退出倒扁活動。
林正杰說，距離這次打人之前，最後一次打架是1990年在立法院時，打斷國民黨籍的僑選立委五根骨頭；這次原本不打算動手，但金恆煒一再打斷他的話，忍無可忍才出手；「事後，大家好像把我當成流氓，賀德芬也要我不要去倒扁靜坐。我寧願在家看王建民打球，也是一種愛國的表現。」
2006年12月14日，台北地方法院宣判，林正杰犯傷害罪，判處拘役50天，得易科罰金新台幣50,000元。2007年10月29日，台北地方法院判林正杰須賠償新台幣一百萬元；林正杰批評，從來沒有「毆打輕傷，卻判賠百萬」的案例，他將上訴。

### 辱罵朱立倫
在換柱爭議中，為向洪秀柱表達堅定支持，率眾至中央黨部外抗議以「王八蛋」、「姦恁娘」抗議主導換柱的朱立倫。

### 售屋籌軍糧
2016年中華民國總統選舉，林正杰表態挺洪秀柱，籌組「黨外挺柱後援會」外，近日還在臉書發出「賣屋啟事」說，他在北市中山國小附近有43坪的房子，他願意售屋籌軍糧，作為洪秀柱鐵柱軍團開銷。此文一出，許多網友紛紛按讚，但也有許多人認為他這樣做犧牲太大，建議他不要賣房，可以提供作為競選之用的辦公室。

### 其它
- 1975年選舉中，康寧祥於臺灣大學校門口舉行政見發表會。當助選員用臺灣話演講時，出現台下有人鬧台要求用國語演講。此時林正杰立刻跳上台來，拿起麥克風對台下聽眾大聲說「你們來臺灣也有三十年了，還聽不懂臺灣話，我們還是用臺灣話演講，如果有聽不懂的僑生，就請旁邊的人翻譯一下。」[27]
- 林正杰退出民進黨時，曾公開預測下一個離開民進黨的人會是黃信介。而受到林正杰退黨言論刺激，黃信介對此強硬回應「要走就趕快走，民進黨會表示歡迎，我身為民進黨主席，可不會走的。」[18]黃信介終其一生皆未離開民進黨。
- 林正杰任立法委員時的國會研究室主任施威全，在其過世時以專文稱林正杰：「街頭小霸王一生找尋和解的路；總有女性密友為他歡喜為他憂。」[28]